# Hälltjärnen (Ludvika socken, Dalarna)
Hälltjärnen är en sjö i Ludvika kommun i Dalarna och ingår i Norrströms huvudavrinningsområde. Sjön har en area på 0,0501 kvadratkilometer och ligger 326,2 meter över havet.

## Delavrinningsområde
Hälltjärnen ingår i det delavrinningsområde (667613-146753) som SMHI kallar för Utloppet av Övre Hillen. Medelhöjden är 228 meter över havet och ytan är 61,22 kvadratkilometer. Räknas de 56 avrinningsområdena uppströms in blir den ackumulerade arean 1 213,33 kvadratkilometer. Kolbäcksån som avvattnar avrinningsområdet har biflödesordning 3, vilket innebär att vattnet flödar genom totalt 3 vattendrag innan det når havet efter 252 kilometer. Avrinningsområdet består mestadels av skog (68 procent). Avrinningsområdet har 6,03 kvadratkilometer vattenytor vilket ger det en sjöprocent på 9,8 procent. Bebyggelsen i området täcker en yta av 7,77 kvadratkilometer eller 13 procent av avrinningsområdet.